# 575498 Lamperthgyula
575498 Lamperthgyula este o planetă minoră (asteroid) din centura de asteroizi. A fost descoperită pe 5 octombrie 2011 la Piszkéstetői Obszervatórium⁠(d) de . 
Obiectul prezintă o orbită caracterizată de o semiaxă mare de 3,1658866745648 UAi, o excentricitate de 0,14109859325793, o înclinație de 10,957310433045 ° în raport cu ecliptica.